# 柳奇卡河
柳奇卡河（烏克蘭語：Лючка），是烏克蘭的河流，位於該國西部，屬於皮斯季尼卡河的左支流，河道全長42公里，流域面積397平方公里，該河道上有瀑布。